# Espace national de réflexion éthique sur les maladies neurodégénératives
 (février 2016).
L’Espace national de réflexion éthique sur les maladies neurodégénératives est un lieu de diffusion, de réflexion et de formation aux questions éthiques et sociétales de la santé, du soin, de l’accompagnement et de la recherche autour des maladies neurodégénératives. 
Son objectif est de structurer et mettre à disposition du public des « ressources spécialisées en réflexion éthique, et plus largement en sciences humaines et sociales, au niveau régional ou inter-régional au travers du réseau des Espaces de réflexion éthiques ». 
L'Espace national de réflexion éthique sur les maladies neurodégénératives a été créé en 2014 dans la continuité des fonctions de l’Espace national de réflexion éthique sur la maladie d’Alzheimer (EREMA) créé en France dans le cadre de la mesure 38 du Plan Alzheimer 2008-2012. L'EREMA s’est vu confier en 2014 le développement de ses missions dans le cadre de la mesure 59 du Plan national maladies neurodégénératives 2014-2019 qui prévoit l’élargissement de ses fonctions pour constituer un espace national de réflexion éthique sur les maladies neurodégénératives (EREMAND), en diversifiant ses missions vers d’autres maladies neurologiques comme la maladie de Parkinson et la sclérose en plaques.

## 2008-2012: espace national de réflexion éthique sur la maladie d’Alzheimer (EREMA) dans le cadre du Plan Alzheimer
Le Plan Alzheimer et maladies apparentées 2008-2012 a été lancé par le Président de la République le 1er février 2008. Il était décliné en 44 solutions étalées sur 5 ans et financées à hauteur de 1,6 milliard d’€. Ses objectifs étaient de :
- mettre la France à la pointe de la recherche pour trouver (ou valider) un diagnostic ou un traitement ;
- construire un parcours personnalisé pour chaque malade, depuis le diagnostic jusqu’à la prise en charge à domicile ou en établissement ;
- faire de la maladie un enjeu sociétal.

La création d’un espace de réflexion éthique sur la maladie d’Alzheimer était prévu dans la mesure 38 du Plan Alzheimer 2008-2012 :
« Dans la maladie d'Alzheimer, la réflexion éthique est présente durant toute la maladie, du diagnostic à la fin de vie. L’accompagnement éthique, c’est affirmer la permanence de la personne humaine en toutes circonstances même les plus dégradées. De nombreuses initiatives ont déjà été prises dans ce domaine, par l’action de l’association francophone des droits de l’homme âgé, au sein des CMRR, des espaces éthiques. Il manque dans ce dispositif un centre de ressources documentaires et de catalyse de cette réflexion pouvant fournir à n’importe quelle équipe qui le demande des outils, de la documentation, des listes de personnes ressources sur le thème de la maladie d'Alzheimer et un centre capable de faire la synthèse de toutes les réflexions pour la diffuser. »
L’Espace national de réflexion éthique sur la maladie d’Alzheimer avait pour mission d’animer une réflexion spécifique sur la maladie d'Alzheimer au niveau national et européen pour "rapprocher l’éthique du terrain". Selon la mesure 38 du Plan Alzheimer et maladies apparentées 2008-2012, l’Espace de réflexion éthique sur la maladie d'Alzheimer avait pour but de développer la réflexion éthique en lien avec les espaces régionaux d’éthique existants. Il avait pour missions de :
- servir de lieux de ressources pédagogiques et documentaires ;
- de se mettre au service des espaces existants et d’impulser une dynamique ;
- d'effectuer une synthèse des débats ;
- d'établir des liens de travail formels avec les Espaces éthiques et avec le Comité Consultatif national d’Éthique pour ne jamais séparer les questions posées par la maladie d’Alzheimer de la réflexion de notre société ;
- d'amplifier les réflexions antérieurement menées sur les questions éthiques soulevées par la maladie d’Alzheimer et les maladies apparentées et assurer la diffusion de ces travaux ;
- d'animer en 2008 des rencontres pour débattre en particulier de la directive anticipée, la personne de confiance, de la participation volontaire à des études de diagnostic, de pronostic et de thérapeutique, des nouvelles technologies et notamment des bracelets de contention ;
- d'être prêt à animer en urgence un groupe de travail pour toute controverse éthique susceptible de se développer dans les prochaines années en France ou d’autres pays ;
- de développer les spécificités de la maladie d’Alzheimer dans l’enseignement de l’éthique ;
- de mettre en place une recherche psychosociale sur les conditions optimales pour recueillir l’avis de la personne malade.

L’espace national de réflexion éthique sur la maladie Alzheimer a été dirigé et animé par l’espace éthique Île-de-France et copiloté par l’espace éthique méditerranéen, le Département de recherche en éthique de l'université Paris-Sud, la Fondation Médéric Alzheimer, et l’association France Alzheimer. Il a été placé sous la responsabilité d’Emmanuel Hirsch. 

## 2014-2019: espace national de réflexion éthique sur les maladies neurodégénératives dans le cadre du Plan national maladies neurodégénératives
Le 17 novembre 2014, trois ministres, Marisol Touraine, ministre des Affaires sociales, de la Santé et des Droits des femmes, Laurence Rossignol, secrétaire d’État chargée de la Famille, des Personnes âgées et de l’Autonomie, et Geneviève Fioraso, secrétaire d’État chargée de l’Enseignement supérieur et de la Recherche, ont annoncé la mise en place d’un plan maladies neuro-dégénératives (PMND) à déployer sur la période 2014-2019. 
Ce plan se décline en quatre axes stratégiques :
- soigner et accompagner tout au long de la vie et sur l’ensemble du territoire ;
- favoriser l’adaptation de la société aux enjeux des maladies neurodégénératives et atténuer les conséquences personnelles et sociales sur la vie quotidienne ;
- développer et coordonner la recherche sur les maladies neurodégénératives ;
- faire de la gouvernance du plan un véritable outil d’innovation, de pilotage des politiques publiques et de la démocratie en santé.

Ce plan prévoit de mobiliser l’espace national de réflexion éthique (EREMA) sur un champ plus large que la maladie d'Alzheimer et les maladies apparentées, au bénéfice des maladies neurodégénératives, impliquant notamment une évolution du nom de cet espace éthique en « espace national de réflexion éthique sur les maladies neurodégénératives » (EREMAND). Les missions définies par le Plan national maladies neurodégénératives à cet espace national de réflexion éthique sont les suivantes :
« Approfondir les concertations développées dans le cadre de l’EREMA afin de faire apparaître, dans son champ de compétences élargi, des réponses adaptées aux défis rencontrés au quotidien par les personnes malades, leurs proches et les professionnels. Il s’agit de renforcer les réseaux pluridisciplinaires afin de mieux identifier et problématiser les thématiques les plus déterminantes actuellement et d’être capable d’anticiper : autour de l’intervention et du diagnostic précoces ; les circonstances de l’annonce et son accompagnement ; la vie avec une maladie chronique chez soi et en société ; la prise en compte des attentes et besoins des proches ; des attentes et préoccupations des professionnels en matière de compétences, d’attitudes et de formation ; les conditions d’une société solidaire ; les modalités ; les conditions d’une orientation vers une institution ; l’approche des directives anticipées et du temps parfois long de la maladie jusqu’à la de la fin de vie. »
« Approfondir les travaux de l’EREMA, dans son champ de compétence élargi, aux problématiques relatives à l’entourage. Étant donné que les MND sollicitent et engagent l’implication, la disponibilité et la responsabilité des proches des personnes malades d’une façon particulièrement intense, il importe de porter une attention particulière aux bouleversements de la sphère privée induits par la maladie dès le diagnostic et les premiers symptômes. »
« Poursuivre la structuration de ressources spécialisées en réflexion éthique, et plus largement en sciences humaines et sociales, au niveau régional ou inter-régional au travers du réseau des espaces de réflexion éthiques (ERERI) et organiser de manière plus systématique leur lien avec le champ médico-social. Pour mémoire, les missions de ces espaces sont les suivantes : le soutien à la recherche, l’information et le débat public, l’animation du réseau des comités d’éthique locaux, l’observation des questions éthiques, la formation professionnelle et universitaire (formation pouvant également donner lieu à une forme d’accompagnement par le biais de "formation-action").
 »
L’espace national de réflexion éthique sur les maladies neurodégénératives (EREMAND) est particulièrement impliqué, avec ses partenaires — institutions, associations d’usagers et d’aidants, établissements, professionnels, etc. — dans la mise en œuvre de 6 mesures du Plan national maladies neurodégénératives :
- mesure 30 : améliorer l’accompagnement de la fin de vie ;
- mesure 35 : améliorer de manière continue la qualité de la formation initiale des professionnels ;
- mesure 41 : mettre en place une politique d’information et de communication efficiente et évaluée pour changer le regard sur les maladies neuro-dégénératives ;
- mesure 45 : s'attacher à mener une réflexion éthique et de respect des droits dès lors qu’il y a intervention au domicile ;
- mesure 46 : susciter et promouvoir de nouvelles formes de solidarité ;
- mesure 59 : mobiliser davantage les espaces de réflexion éthique au niveau national et territorial.